# Syndrome de Lesch-Nyhan
 Mise en garde médicale
Le syndrome de Lesch-Nyhan est une maladie génétique rare en rapport avec un déficit de fonctionnement de l’enzyme hypoxanthine guanine phosphoribosyltransférase. Ce déficit entraîne un retard de développement de l’enfant avec hypotonie généralisée de l’enfant. Il existe à la fois des manifestations d’une atteinte pyramidale et extrapyramidale. Le retard mental est léger ou modéré. Une des caractéristiques importantes de cette maladie est l’existence d’un comportement caractéristique des enfants : tendance compulsive à l’automutilation avec autophagie.

## Étiologie
Mutation du gène HPRT1 situé au niveau du locus q26-27.2 du chromosome X codant l'enzyme hypoxanthine-guanine phosphoribosyltransférase (HGPRT).
Cette enzyme est responsable de la catalyse de l’hypoxanthine en inosine monophosphate (inosinate, ou IMP) et de la guanine en guanosine monophosphate (guanylate, ou GMP), en présence de phosphoribosylpyrophosphate (PRPP).

## Description
Un nouveau-né atteint par ce déficit est normal à la naissance. Au bout de quelques mois, le retard de développement avec hypotonie devient évident (le bébé ne se tient pas assis et ne sait pas ramper). Des mouvements anormaux apparaissent avec choréo-athétose. Des signes d’atteintes cérébrales pyramidales apparaissent avec hyper-réflexivité, spasticité musculaire donnant un tableau ressemblant à une attaque cérébrale faisant souvent retarder le diagnostic. La plupart des enfants ne pourront pas marcher et devront utiliser une chaise roulante.
La tendance compulsive à l’automutilation peut apparaître dès la première année de vie et le plus souvent entre deux et trois ans. Cette attitude se manifeste par des morsures des lèvres, des mains, des doigts. D’autres enfants se cognent la tête et les membres contre des objets durs. L’enfant est conscient de son trouble et en souffre. Des comportements agressifs ou de la coprolalie existent aussi.
L’hyperuricémie est responsable de lithiase rénale et la goutte n’apparaît que très tardivement chez ces personnes.
Un déficit « partiel » d'hypoxanthine guanine phosphoribosyltransférase se manifeste par les signes neurologiques avec retard de développement, sans trouble du comportement et prend le nom de Syndrome de Kelley-Seegmiller.

## Diagnostic
Le diagnostic est fait devant l’association retard de développement, comportement anormal et hyperuricémie.

### Biologique
Le rapport acide urique / créatinine dans l’urine est un marqueur fiable de l’hypersécrétion urinaire d’acide urique. Le dosage de l’activité hypoxanthine guanine phosphoribosyltransférase dans les cellules fait le diagnostic de la maladie

### Génétique
- La mutation du gène HPRT1 est retrouvée chez 75 % des malades
- La recherche des femmes porteuses du gène est possible par la combinaison de technique biochimique et génétique

## Diagnostic différentiel
La maladie est souvent suspectée devant des troubles du comportement précoce. Cependant d’autres maladies s’accompagnent de trouble du comportement. Ces maladies incluent l'autisme, le syndrome de Rett, le syndrome de Cornelia de Lange, la maladie de Gilles de la Tourette, la dysautonomie familiale, la choreo acanthocytose amyotrophique et la Neuropathie sensitive et autonomique type 1.
À noter que la morsure des lèvres et des doigts ne se rencontre que dans le syndrome de Lesch-Nyhan qui doit être le premier diagnostic à suspecter dans ce cas.

## Diagnostic prénatal
Est possible dans les grossesses à risque si la mutation est connue.